# Coffea dactylifera
Coffea dactylifera är en måreväxtart som beskrevs av Elmar Robbrecht och Piet Stoffelen. Coffea dactylifera ingår i släktet Coffea och familjen måreväxter. Inga underarter finns listade i Catalogue of Life.